# 슬레이프니르

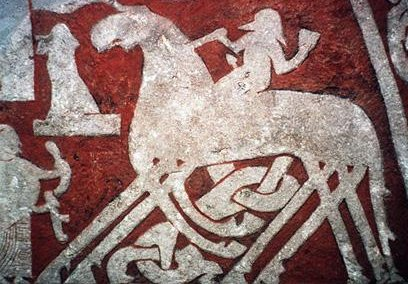
텡비더 암각화에 새겨진 슬레이프니르.

슬레이프니르(고대 노르드어: Sleipnir→미끄러운 또는 미끄러지듯 움직이는 것)는 노르드 신화에 등장하는 다리 여덟 개 달린 말이다. 슬레이프니르는 13세기 이전에 구전되던 서사시들을 채록한 《고 에다》 및 13세기 저술가 스노리 스투를루손이 쓴 《신 에다》에 등장한다. 두 문헌에서 모두 슬레이프니르는 오딘이 타고 다니는 말이며, 로키와 스바딜파리 사이에서 태어났다. 슬레이프니르는 세상의 모든 말들 가운데 으뜸가는 말이며, 저승까지 달려갈 수 있다. 슬레이프니르가 태어난 사정에 대한 자세한 이야기는 《신 에다》에 나오며, 또한 여기에 따르면 슬레이프니르의 털 색깔은 잿빛이다.
또한 슬레이프니르는 13세기의 사가인 《헤르바르와 헤이드레크 사가》에도 언급되며, 《뵐숭 그 일족의 사가》에서는 그라니의 조상이라고 한다. 12세기에 삭소 그라마티쿠스가 쓴 《데인인의 사적》 제1권에는 많은 학자들이 슬레이프니르와 관련된 것이라고 해석하는 일화가 실려 있다. 고틀란드에 소재한 8세기 암각화인 텡비더 암각화와 아드레 암각화에 새겨진 그림도 슬레이프니르로 생각된다.
슬레이프니르가 노르드 이교에 있어 가지는 어떤 샤머니즘적 가능성에 대한 학설들이 제기된 바 있다. 아이슬란드에 현재까지 전해오는 전설에 따르면 아스뷔르기 협곡을 만든 것이 슬레이프니르라고 한다. 이 신화에 나오는 슬레이프니르는 명왕성의 지형 이름이기도 하다.

## 문헌상 출전

### 고 에다

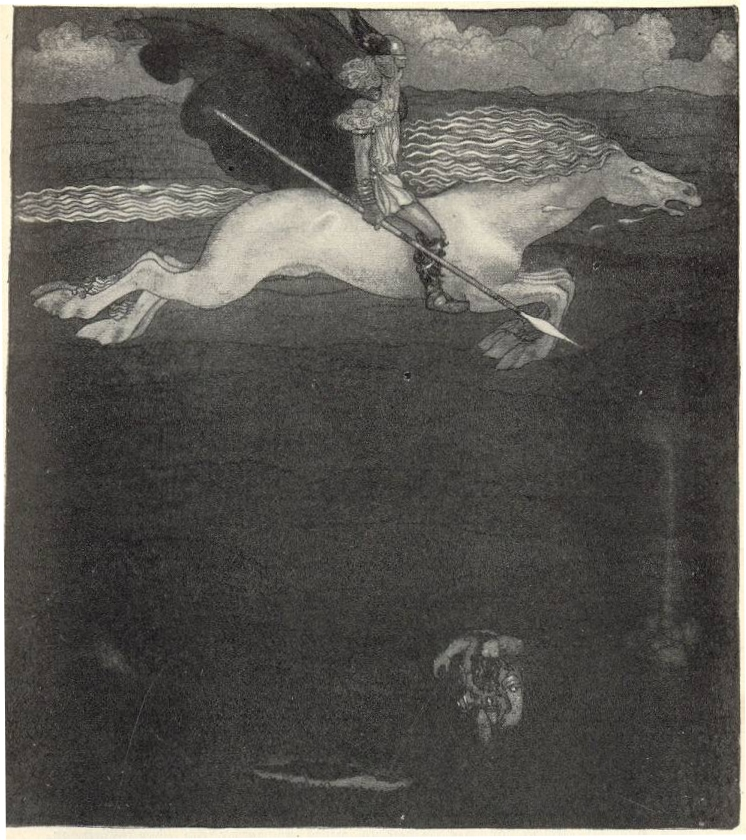
〈오딘과 슬레이프니르〉 존 바우어의 1911년 그림.

《고 에다》에서 슬레이프니르가 언급되는 문헌은 〈그림니르가 말하기를〉, 〈시그드리파가 말하기를〉, 〈발드르의 꿈〉, 〈휜들라의 음률시〉가 있다. 〈그림니르가 말하기를〉에서는 그림니르라는 가명을 쓰는 오딘이 아그나르 소년에게 세상의 여러 것들 중 제일인 것을 꼽아주는데 말 중에서는 슬레이프니르가 제일이라고 한다. 〈시그드리파가 말하기를〉에서는 발퀴랴 시그드리파가 영웅 시구르드에게 “슬레이프니르의 이빨과 썰매의 끈을 끊어낼” 룬을 말해준다. 〈발드르의 꿈〉에서는 발드르가 악몽을 꾸자 오딘이 슬레이프니르에 안장을 얹고 말달려 헬헤임으로 간다. 〈휜들라의 음률시〉의 한 부분인 〈무녀의 짧은 예언〉에서는 로키("뷜레이스트의 형제")가 앙그르보다와의 사이에서 늑대를 낳았고, 스바딜파리와의 사이에서 슬레이프니르를 낳았고, 마지막으로 어떤 여자의 심장을 구워먹고 “모든 괴물들 중 가장 끔찍한 것”을 낳았다고 한다.

### 신 에다

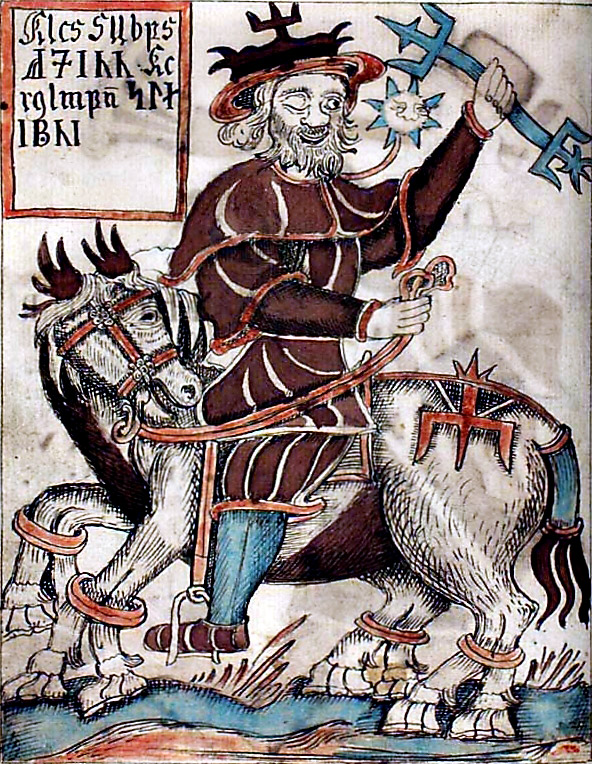
슬레이프니르에 기승한 오딘.

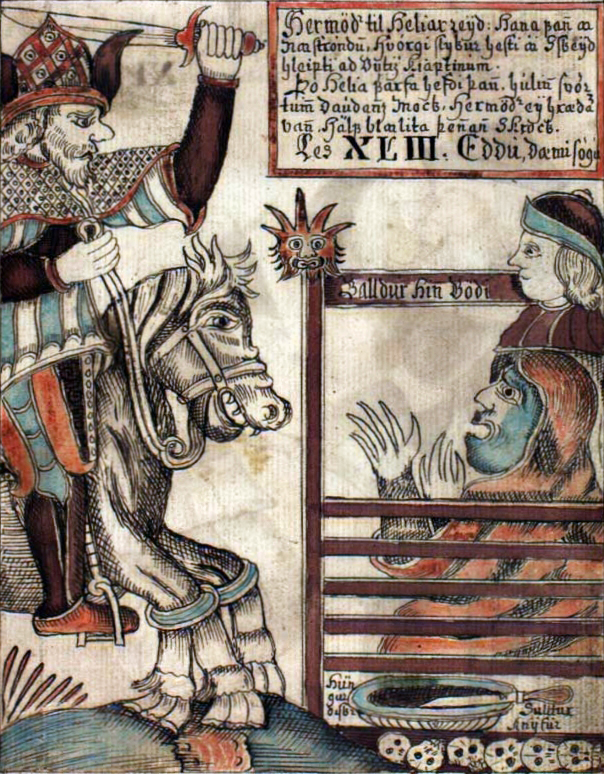
헤르모드가 발드르를 되찾기 위해 슬레이프니르에 타고 헬을 찾아간 장면.

《신 에다》에서 슬레이프니르가 최초로 언급되는 부분은 〈길피의 속임수〉 제15장이다. 높으신 분이 에시르가 매일 비프로스트 무지개다리를 건너는 장면을 묘사하면서 에시르의 말들을 설명한다. 그 중 필두가 슬레이프니르다. “가장 훌륭한 말은 슬레이프니르니, 그는 곧 오딘의 말이고, 다리가 여덟 개 달렸다.” 제41장에서 높으신 분은 〈그림니르가 말하기를〉을 인용해서 슬레이프니르 이야기를 한다.

## 같이 보기
- 페가수스
- 신터클라스